# Davaoeño
Le Davaoeño (Davawenyo) est la principale langue des Davawenyos dans la région de Davao à Mindanao aux Philippines. D'après Ethnologue, le Davawenyo est une "synthèse" du Tagalog, Cebuan(o), et d'autres langues Visaya.